# Tony Van Parys
Pour les articles homonymes, voir Van Parys.
Tony J.M.M. Van Parys, né le 21 juin 1951 à Gand, est un homme politique belge flamand, membre du CD&V.
Il est licencié en droit et en criminologie (UGent) et avocat.
Il fut secrétaire-général (82-92), puis président (92-98) de la Fédération des Professions libérales et intellectuelles.
En mai 2010, il annonce la fin de sa carrière politique.
Il est Officier de l'ordre de Léopold (2003).

## Fonctions politiques
- 1983-     : conseiller communal à Gand
- 1985-1998 : membre de la Chambre des représentants
- 1998-1999 : ministre de la Justice
- 1999-2007 : membre de la Chambre des représentants
- 2007-2010 : sénateur élu direct